# Cumbre del G-20 de Seúl
La Cumbre del G-20 de Seúl es la quinta reunión de los jefes de Gobierno del Grupo de los 20, para discutir el sistema financiero mundial y la economía mundial, que tuvo lugar en Seúl, Corea del Sur el 11-12 de noviembre de 2010. Corea fue el primer país en organizar una cumbre de líderes del G-20 que no fuera parte del G8. El G-20 es el principal foro para discutir, planificar y supervisar la cooperación económica internacional. El tema de la cumbre fue "Crecimiento compartido más allá de la crisis".

## Agenda
Los líderes de la cumbre abordaron varias cuestiones de política de mediano y largo plazo, incluyendo
- Asegurar la recuperación económica mundial[6]
- Marco para el crecimiento mundial sólido, sostenible y equilibrado[6]
- Fortalecimiento del sistema regulatorio financiero internacional[6]
- La modernización de las instituciones financieras internacionales[6]
- Redes de seguridad financiera mundiales[7]
- Temas de desarrollo[7]
- El riesgo de una guerra de divisas

Representantes se reunieron antes de la cumbre de los líderes. Estos sherpas se encargaron de redactar una declaración de clausura de la cumbre. Se informó que el debate sobre los tipos de cambio y los desequilibrios se "calentó."

## Preparativos
El logotipo de la cumbre incorpora dos imágenes: (a) la salida del sol sobre el mar; y (b) una linterna tradicional coreana (Cheongsachorong
).
Originalmente, tres nuevas islas artificiales construidas en el río Han, entre los puentes Banpo y Dongjak iban a ser utilizado como sede principal de la cumbre. Sin embargo, la construcción tardía de las islas llevó a la sede principal de la cumbre a trasladarse al Centro de Convenciones y Exposiciones COEX. 
Las Fuerzas Armadas de la República de Corea y la Agencia de Policía Metropolitana de Seúl, proporcionó la seguridad de las sedes de la cumbre y sus alrededores.

### Transporte
La mayoría de los líderes mundiales y los medios de comunicación internacionales llegaron a través de Aeropuerto Internacional de Incheon y viajaron a la sede de la cumbre a través de caravanas a lo largo de la carretera del aeropuerto.
El transporte alrededor de la sede de la cumbre se actualizó con autobuses eléctricos para ayudar a los medios de comunicación y otros por la ciudad.

## Asistencia

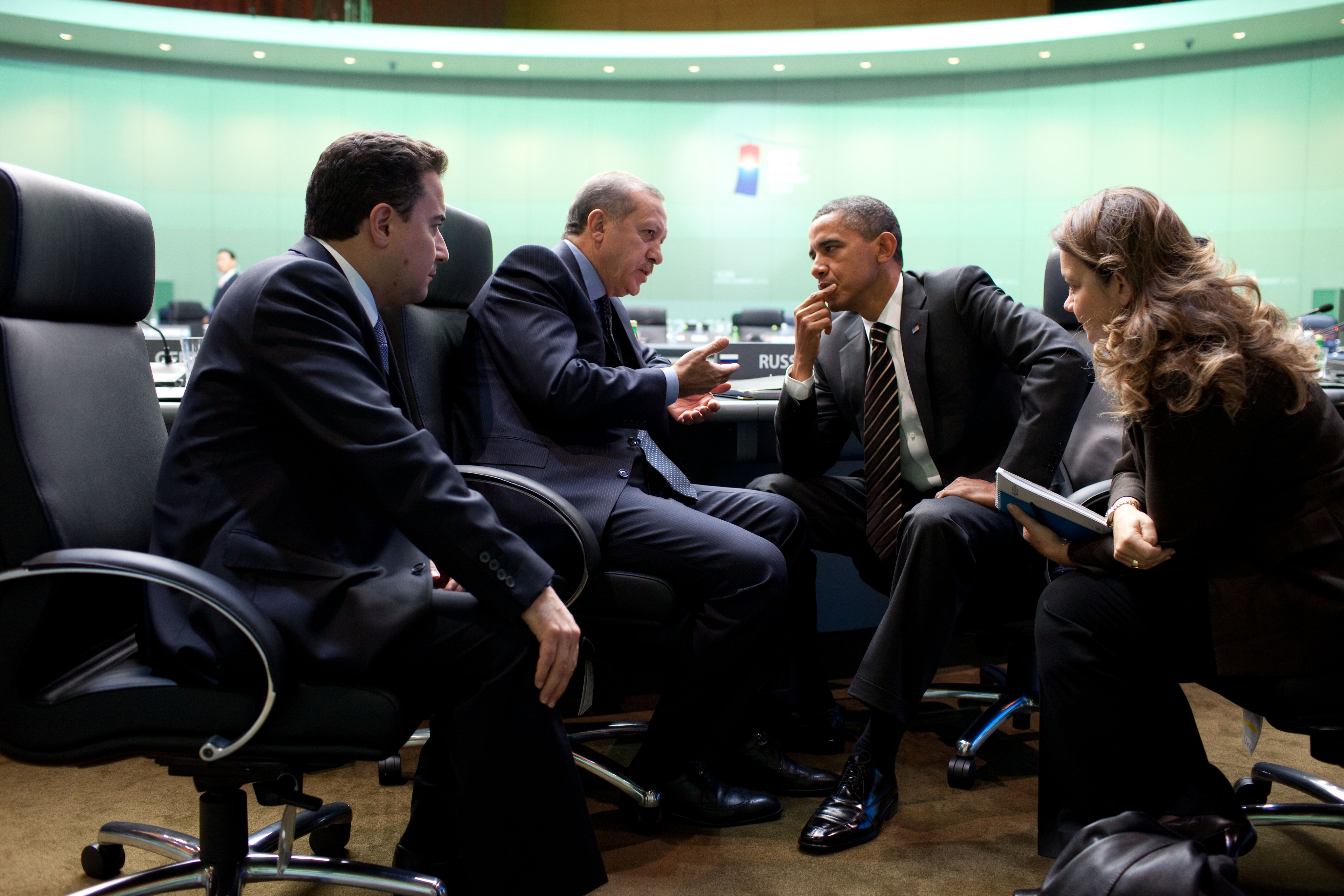
El presidente estadounidense Obama y el primer ministro turco Erdogan en una conversación.

Los participantes de la cumbre de Seúl incluyen a los miembros de las principales economías del G-20, que abarca 19 países y la Unión Europea, que está representado por sus dos órganos de gobierno, el Consejo Europeo y la Comisión Europea, así como otras naciones y organizaciones regionales invitadas a participar en la cumbre.
El gobierno de Corea del Sur se negó a invitar a los Países Bajos, que había sido invitado a asistir a las cuatro cumbres anteriores del G20. Un portavoz coreano, dijo que "una cierta región había sido sobre-representada" en el pasado; y para esta cumbre asiática, Singapur fue invitado.
Esta fue la primera cumbre en la que había cuatro mujeres entre los líderes. Además de la presidenta Kirchner de Argentina, la primera ministra Gillard de Australia, y la canciller Merkel de Alemania, la presidenta electa de Brasil, Dilma Rousseff, acompañó a la delegación de su país.
Esta fue la primera cumbre del G-20 para la primera ministra Gillard de Australia, que fue elegida poco antes de la cumbre de Toronto. Esta fue también la primera oportunidad para que el primer ministro Lee Hsien Loong de Singapur escuchara e hiciera oír su voz en las reuniones de los líderes del G-20.
| Miembros del G-20 País anfitrión y líder se indican en negrita. | Miembros del G-20 País anfitrión y líder se indican en negrita. | Miembros del G-20 País anfitrión y líder se indican en negrita. | Miembros del G-20 País anfitrión y líder se indican en negrita. |
| Miembro                                                         | Miembro                                                         | Representado por                                                | Título                                                          |
| --------------------------------------------------------------- | --------------------------------------------------------------- | --------------------------------------------------------------- | --------------------------------------------------------------- |
| Bandera de Alemania                                             | Alemania                                                        | Angela Merkel                                                   | Canciller                                                       |
| Bandera de Arabia Saudita                                       | Arabia Saudita                                                  | Saud bin Faisal bin Abdulaziz Al Saud                           | Ministro de Asuntos Exteriores                                  |
| Bandera de Argentina                                            | Argentina                                                       | Cristina Fernández de Kirchner                                  | Presidenta                                                      |
| Bandera de Australia                                            | Australia                                                       | Julia Gillard                                                   | Primera ministra                                                |
| Bandera de Brasil                                               | Brasil                                                          | Luiz Inácio Lula da Silva                                       | Presidente                                                      |
| Bandera de Canadá                                               | Canadá                                                          | Stephen Harper                                                  | Primer ministro                                                 |
| Bandera de la República Popular China                           | China                                                           | Hu Jintao                                                       | Presidente                                                      |
| Bandera de Corea del Sur                                        | Corea del Sur                                                   | Lee Myung-bak                                                   | Presidente                                                      |
| Bandera de Estados Unidos                                       | Estados Unidos                                                  | Barack Obama                                                    | Presidente                                                      |
| Bandera de Francia                                              | Francia                                                         | Nicolas Sarkozy                                                 | Presidente                                                      |
| Bandera de la India                                             | India                                                           | Manmohan Singh                                                  | Primer ministro                                                 |
| Bandera de Indonesia                                            | Indonesia                                                       | Susilo Bambang Yudhoyono                                        | Presidente                                                      |
| Bandera de Italia                                               | Italia                                                          | Silvio Berlusconi                                               | Primer ministro                                                 |
| Bandera de Japón                                                | Japón                                                           | Naoto Kan                                                       | Primer ministro                                                 |
| Bandera de México                                               | México                                                          | Felipe Calderón                                                 | Presidente                                                      |
| Bandera del Reino Unido                                         | Reino Unido                                                     | David Cameron                                                   | Primer ministro                                                 |
| Bandera de Rusia                                                | Rusia                                                           | Dmitri Medvédev                                                 | Presidente                                                      |
| Bandera de Sudáfrica                                            | Sudáfrica                                                       | Jacob Zuma                                                      | Presidente                                                      |
| Bandera de Turquía                                              | Turquía                                                         | Recep Tayyip Erdoğan                                            | Primer ministro                                                 |
| Bandera de Unión Europea                                        | Comisión Europea                                                | José Manuel Barroso                                             | Presidente                                                      |
| Bandera de Unión Europea                                        | Consejo Europeo                                                 | Herman Van Rompuy                                               | Presidente                                                      |
| Naciones Invitadas                                              |                                                                 |                                                                 |                                                                 |
| Nación                                                          | Nación                                                          | Representado por                                                | Título                                                          |
| Bandera de España                                               | España                                                          | José Luis Rodríguez Zapatero                                    | Presidente                                                      |
| Bandera de Singapur                                             | Singapur                                                        | Lee Hsien Loong                                                 | Primer ministro                                                 |
| Bandera de Vietnam                                              | Vietnam                                                         | Nguyễn Tấn Dũng                                                 | Primer ministro                                                 |
| Organizaciones Internacionales                                  |                                                                 |                                                                 |                                                                 |
| Organización                                                    | Organización                                                    | Representado por                                                | Título                                                          |
|                                                                 | ASEAN                                                           | Surin Pitsuwan                                                  | Secretario General                                              |
| Nguyễn Tấn Dũng                                                 | ASEAN                                                           | Presidente de Cumbre                                            |                                                                 |
|                                                                 | Fondo Monetario Internacional                                   | Dominique Strauss-Kahn                                          | Director general                                                |
|                                                                 | Foro de Estabilidad Financiera                                  | Mario Draghi                                                    | Presidente                                                      |
|                                                                 | Grupo del Banco Mundial                                         | Robert Zoellick                                                 | Presidente                                                      |
|                                                                 | OCDE                                                            | José Ángel Gurría                                               | Secretario General                                              |
|                                                                 | Organización Internacional del Trabajo                          | Juan Somavía                                                    | Director general                                                |
|                                                                 | Organización Mundial del Comercio                               | Pascal Lamy                                                     | Director general                                                |
| Bandera de las Naciones Unidas                                  | Organización de las Naciones Unidas                             | Ban Ki-moon                                                     | Secretario General                                              |
|                                                                 | Unión Africana                                                  | Bingu wa Mutharika                                              | Presidente                                                      |

## Enlaces
- Sitio web del G-20 de Seúl (enlace roto disponible en Internet Archive; véase el historial, la primera versión y la última).
- Sitio web del G-20

- Datos: Q483749
- Multimedia: 2010 G-20 Seoul summit / Q483749